# Andrena armeniaca
Andrena armeniaca är en biart som beskrevs av Popov 1940. Andrena armeniaca ingår i släktet sandbin, och familjen grävbin. Inga underarter finns listade i Catalogue of Life.